# Conacul Rhédey de la Dăbâca
Conacul Rhédey din Dăbâca, județul Cluj, este înscris pe lista monumentelor istorice din județul Cluj elaborată de Ministerul Culturii și Patrimoniului Național din România în anul 2010 și are cod LMI CJ-II-m-B-07588.

## Istoric
A fost construit în secolul al XVIII-lea și poartă numele fostului proprietar. 